# Asesinato de Helle Crafts
Helle Crafts (nacida Helle Lorck Nielsen el 4 de julio de 1947 - 19 de noviembre de 1986) fue una azafata danesa que fue asesinada por su esposo, el piloto de Eastern Airlines Richard Crafts. Su muerte condujo a la primera condena por asesinato en el estado de Connecticut sin el cuerpo de la víctima.  

## Desaparición
Helle Nielsen se casó con Richard Crafts en 1979 y se estableció con él en Newtown, Connecticut, Estados Unidos. Helle continuó trabajando como azafata mientras criaba a sus tres hijos. En 1985, se enteró de que Crafts tenía numerosas aventuras. En septiembre de 1986, Helle se reunió con un abogado de divorcios y contrató a un investigador privado, Keith Mayo, quien tomó fotos de Crafts besando a otra azafata fuera de su casa en Nueva Jersey. 
El 18 de noviembre de 1986, unos amigos dejaron a Helle en la residencia de la pareja en Newtown después de que ella hubiera vuelto de un vuelo a Frankfurt, Alemania Occidental. Ella nunca fue vista de nuevo. Esa noche, una tormenta de nieve azotó el área. A la mañana siguiente, Crafts dijo que estaba llevando a Helle y a sus hijos a la casa de su hermana en Westport. Cuando llegó, Helle no estaba con él. Durante las siguientes semanas, Crafts les contó a los amigos de Helle una variedad de historias sobre por qué no pudieron comunicarse con ella: que estaba visitando a su madre en Dinamarca, que estaba visitando las Islas Canarias con un amigo, o que él simplemente no conocía su localización. Los amigos de Helle sabían que Richard tenía un temperamento volátil y se preocuparon por algo que Helle les había dicho a algunos de ellos: "Si algo me pasa, no piensen que fue un accidente". No fue reportada como desaparecida hasta el 1 de diciembre.

## Investigación
Mayo estaba convencido de que Richard estuvo involucrado en la desaparición de Helle. Sin embargo, debido a que Crafts había sido un voluntario en Newtown y era un oficial de policía a tiempo parcial en la vecina Southbury, Mayo no pudo persuadir a la policía local para que lo investigara por asesinato. El fiscal del condado eventualmente remitió el caso a la Policía del Estado de Connecticut. El 26 de diciembre, mientras Crafts estaba de vacaciones con sus hijos en Florida, los soldados registraron su casa. En el interior, encontraron piezas de alfombra tomadas del piso del dormitorio principal. La niñera de la familia recordó que había aparecido una mancha oscura del tamaño de una toronja en un área de la alfombra, que luego desapareció. También había una mancha de sangre a un lado de la cama. La investigación forense fue dirigida por Henry Lee, investigador de la policía estatal.  
Los registros de la tarjeta de crédito de Crafts mostraron varias compras inusuales en la época en que Helle desapareció, incluido un congelador que no se encontró en la casa, sábanas y un edredón nuevos, así como el alquiler de una trituradora de madera. Entre los documentos que Crafts le entregó a un investigador privado había un recibo de una motosierra, que luego se encontró en el lago Zoar cubierto de cabello y sangre que coincidía con el grupo sanguíneo de Helle.  La pieza clave de evidencia fue proporcionada por Joseph Hine, un hombre local que trabajaba para el pueblo de Southbury y conducía un quitanieves en el invierno. En la noche del 18 de noviembre, horas después de que Helle fuera vista por última vez, Hine estaba quitando la nieve las carreteras durante la tormenta cuando notó un camión alquilado, con una astilla de madera adjunta, estacionado cerca de la orilla del lago Zoar. 
Después de la búsqueda en la casa de Crafts, Hine informó lo que había visto. Condujo a los detectives a la ubicación, donde examinaron el borde del agua y encontraron muchas piezas pequeñas de metal y unas 3 onzas (0,1 kg) de tejido humano, incluida la corona de un diente, una uña cubierta con esmalte de uñas rosa, astillas de hueso, 2.660 cabellos humanos blanqueados y rubios, y sangre tipo O, que era del mismo tipo que la de Helle Crafts. Esto llevó a la policía a concluir que los restos probablemente habían sido introducidos en la trituradora de madera con la que Crafts había sido visto. Los investigadores concluyeron que Crafts golpeó a Helle en la cabeza con algo contundente al menos dos veces, manchó la alfombra con sangre, luego mantuvo su cuerpo en el congelador durante horas hasta que se congeló. Luego la desmembró con la motosierra, y luego puso las piezas a través de la astilladora, probablemente proyectando sus restos en el cajón del camión y luego los arrojó a la orilla. 
Un enjuiciamiento por homicidio requiere una determinación oficial de la muerte de la presunta víctima; normalmente esto se hace mediante la identificación de un cuerpo que no estaba disponible en este caso. Con la ayuda de un dentista forense, la corona del diente encontrada en el borde del agua coincidió positivamente con los registros dentales de Helle. Con esta evidencia, la Oficina del Médico Forense del Estado de Connecticut emitió un certificado de defunción el 13 de enero de 1987; Richard fue arrestado de inmediato. En preparación para el juicio, el médico forense estatal H. Wayne Carver hizo pasar un cadáver de cerdo a través de una astilladora. La forma y las marcas de las astillas de hueso del cerdo después de este proceso fueron similares a la forma de los fragmentos de hueso de Helle, lo que fortaleció la hipótesis de que Richard había usado una astilladora para deshacerse del cuerpo de su esposa.
El juicio de Crafts comenzó en mayo de 1988 en New London, a donde fue trasladado debido a la gran publicidad local y terminó en julio con un jurado que no llegó a acuerdo porque un solo miembro del jurado votó a favor de no culpable antes de abandonar las deliberaciones y negarse a regresar. Un segundo juicio en Norwalk terminó en un veredicto de culpabilidad el 21 de noviembre de 1989. Richard Crafts fue sentenciado a 50 años de prisión. Richard Crafts, a partir de enero de 2020, salió de prisión y se encuentra en un centro de rehabilitación en New Haven.

## En la cultura popular
El DVD de edición especial de la película Fargo de 1996 contiene una declaración de que la película se inspiró en el caso Crafts.
En "The Good Doctor", en el episodio de Law & Order: Criminal Intent, la investigación sobre la esposa desaparecida de un cirujano plástico lleva a una condena exitosa sin un cadáver, bajo la teoría de que el cuerpo se disolvió en ácido sulfúrico en la bañera, y los huesos arrojados del avión monomotor del marido. 
El primer episodio de la serie de televisión Forensic Files fue sobre el asesinato de Helle.